# Oflag

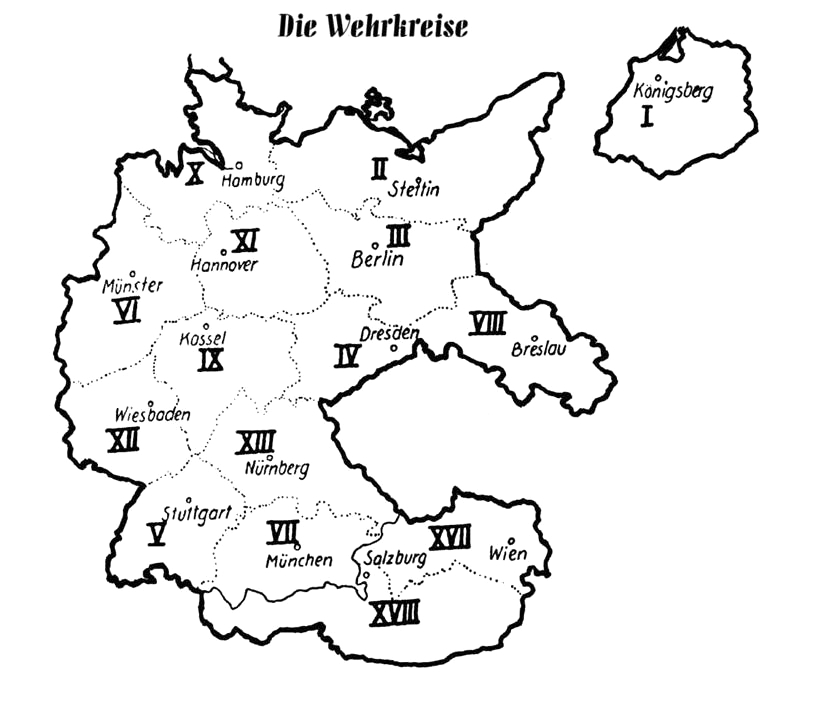
Regiones de referencia en Alemania (1939).

En Alemania, Oflag o Offizier-Lager fue el nombre dado a los campos de prisioneros destinados a los oficiales durante la Segunda Guerra Mundial. Estos campos se designaban y distinguían por un número romano que se correspondía con el número de la región de referencia; a este número se le agregaba una letra cuando en la misma región había varios (ejemplo : IIB).
Estos campos de prisioneros se regían por las Convenciones de Ginebra; por su parte, los soldados prisioneros eran agrupados en campos llamados stalag.